# Pellidiscus subiculosus
Pellidiscus subiculosus är en svampart som beskrevs av W.B. Cooke 1961. Pellidiscus subiculosus ingår i släktet Pellidiscus och familjen Inocybaceae.   Inga underarter finns listade i Catalogue of Life.